# 대한민국 친일반민족행위진상규명위원회
친일반민족행위진상규명위원회(親日反民族行爲眞相糾明委員會, Presidential Committee for the Inspection of Collaborations for Japanese Imperialism, 약칭 반민규명위)는 대한민국의 옛 중앙행정기관으로 일제강점하 반민족행위 진상규명에 관한 특별법이 2004년 3월 22일 공포되면서 이 법률의 시행령에 따라 2005년 5월 31일 대통령 소속으로 발족한 기구이다. 초대 위원장은 강만길이 맡았으며, 2008년부터 성대경 전 성균관대 명예교수가 역임했다.
반민규명위는 일제 강점기를 △제1기(1904년 러일 전쟁 ~ 1919년 3·1 운동) △제2기(1919년 3·1 운동 ~ 1937년 중일 전쟁) △제3기(1937년 중일 전쟁 ~ 1945년 해방) 세 부분으로 나눠 친일반민족행위 대상자를 조사해왔다. 2009년 11월 27일, 반민규명위는 제3기 친일반민족행위자(1937년 중일 전쟁 ~ 1945년 해방) 705인 명단을 발표한 이후 해단식을 가졌으며, 일제강점하 반민족행위 진상규명에 관한 특별법에 따라 4년간의 임무를 완수하고 2009년 11월 30일 위원회 활동이 종료되었다.

## 주요 활동
- 2006년 12월 6일, 친일반민족행위 진상규명위원회(이하 반민규명위)는 이완용 등 제1기 친일반민족행위자(1904년 러일 전쟁 ~ 1919년 3·1 운동) 106명을 공개했다.[1] 2006년 12월 7일에는 노무현 대통령과 국회에 조사보고서를 제출했다.
- 그 후 1년 뒤인 2007년 12월 6일에는 민영휘, 송병준 등 제2기 친일반민족행위자(1919년 3·1 운동 ~ 1937년 중일 전쟁) 195명을 공개했다.[1]
- 2009년 11월 9일에는 반민규명위(위원장 성대경)가 2009년 11월 30일 활동 종료를 앞두고 조만간 ‘친일반민족행위자’로 결정된 705명의 명단을 2009년 11월 25일 쯤에 발표하기로 하였다. 발표에는 친일 행적 논란이 일던 박정희 대통령과 장지연 <황성신문> 주필은 제외되었다.[1]
  - 2009년 11월 27일, 반민규명위는 제3기 친일반민족행위자(1937년 중일 전쟁 ~ 1945년 해방) 705인 명단을 발표했다. 발표에는 이전의 보도내용대로 박정희 대통령과 장지연 <황성신문> 주필, 지휘자 안익태도 제외되었으나, 김성수 <동아일보> 창업주와 방응모 前 <조선일보> 사장, 김활란 前 이화여대 총장 등은 그대로 발표 내용에 포함되었다.[2][3]

## 친일인사 조사대상
- 애국자 및 독립운동가들을 대상으로 살해 및 위협을 하거나 미수에 그친 자
- 반일(反日) 및 항일(抗日)을 추구하는 사람이나 단체를 공격하거나 위협을 가한 자
- 3·1 운동 및 6·10 만세운동에 참여하였던 조선인들을 살해하거나 위협을 가한 자
- 일본 경찰 및 헌병대에 애국자 및 독립운동가들의 활동지나 은신처 등을 밀고하여 체포령에 기여한 자
- 독립운동을 방해하는 주도 세력의 수장으로서 이를 명령하였던 자
- 일본 경찰 및 헌병대의 밀정 및 첩자 등으로 활동하여 방해를 한 자
- 대한민국 임시정부의 요인들을 암살하거나 미수에 그친 자
- 을사조약 및 한일신협약에 가담하여 이를 수행하였던 자
- 한일 병합 조약의 공로를 인정받아 조선총독부로부터 작위를 수여하거나 이를 계승한 자
- 일본 왕실이나 일본국 정부 또는 조선총독부로부터 욱일장 등 훈장을 수여한 자
- 일본 제국의 의회 등에 활동을 하거나 일제의 조선 침략을 지지하였던 자
- 일제 찬양을 목적으로 문학, 논문, 가곡, 화풍 활동 등을 하였던 자
- 일제 찬양을 목적으로 조선 양민들에게 왜곡된 사상을 심어주거나 뇌물 등으로 유도한 자
- 일본 왕을 찬양하고 일본 왕실을 지지한 자
- 학병, 지원병, 위안부 모집 등을 통해서 이를 강제적, 강요적으로 유도한 자
- 한글 및 조선사 교육에 방해를 주도하거나 이를 금지시키도록 협력한 자
- 황국신민서사 등을 목적으로 일제의 식민통치를 지지하며 이를 펼쳐왔던 자
- 법적상으로 한민족에게 억압을 가하거나 고문 및 처형 등을 유도한 자
- 제2차 세계대전 당시 일본군 참전을 독려하거나 이를 강요하여 왔던 자
- 일진회, 대정실업친목회 등 친일 단체에 활동하였던 자
- 동양척식주식회사 등의 수탈 기관에 몸담으며 한민족의 재산을 강제로 압류하거나 강탈하였던 자
- 산미증식계획에 참여하여 농산물 수탈에 적극 협력하였거나 이를 명령하였던 자
- 일본인과 다르게 부당한 차별대우로 한민족을 차별하였던 자
- 주재소(지서) 및 관소 등에서 총독부의 지령을 받으며 수행한 자
- 일본군을 위안할 목적으로 조선의 부녀자들을 징집하거나 이를 유도하였던 자
- 일본 경찰 및 일본군의 신분으로 한민족에게 고문과 위해를 가해왔던 자
- 일제에 협력하여 일본 열도로 조선의 문화재를 반출하는데 기여를 했던 자
- 제2차 세계대전 당시 일본군 앞으로 전투기나 군수물자 등을 헌납하거나 지원금 등을 납세한 자

## 논란

### 김성수· 방응모
2009년 11월 12일자 한겨레 신문 보도에 따르면, 2009년 11월 11일 반민규명위(위원장 성대경) 안팎의 관계자들 말을 종합해 본 결과 김성수 <동아일보> 창업주와 방응모 前 <조선일보> 사장이 ‘친일 반민족 행위자’로 결정되었다고 밝혔다. 이에 따라 한겨레는 민간단체인 민족문제연구소와 친일인명사전편찬위원회의 <친일인명사전>에 등재된 데 이어 국가기관에서도 이들의 친일 행적을 공식 인정한 것'이라 보도하며 반색을 보였다.
김성수 <동아일보> 창업주와 방응모 前 <조선일보> 사장이 친일반민족행위자에 오른 이유는 다음과 같다. 한겨레가 보도한 자료에 따르면, 김성수는 1943년 8월 5일자 <매일신보>에 기고한 글에서 “징병제 실시로 비로소 조선인이 명실상부한 황국의 신민으로 되었다”고 주장하는 등 여러 차례 학병 지원을 독려하였으며 일본이 전시총동원 체제에 맞춰 1938년 관변기구 등을 망라해 만든 ‘국민정신총동원 조선연맹’ 등의 이사로 활동한 점도 친일행위로 인정됐다. 방응모는 1937년 8월 경성방송국(KBS의 전신) 시국강연에서 “일본제국은 지나(중국)의 배일을 절멸케 하여 극동 평화를 확립시키려 한다”고 말하는 등 침략 정책에 협력한 점이 확인됐다. 특히 그는 1944년 비행기를 헌납할 목적으로 만들어진 ‘조선항공공업주식회사’의 창립 발기인 등으로 활동해 일제의 전쟁에 적극 협력했다.
한편, 반민규명위는 2009년 11월 25일에 ‘친일반민족행위자’로 결정된 705명의 명단을 발표하기로 예정하였다. 이에 따라 반민규명위는 기존 발표자까지 포함해 친일반민족행위자로 모두 1,006명을 확정하였다.
예정일보다 2일 후인 2009년 11월 27일, 반민규명위는 제3기 친일반민족행위자 705인 명단을 발표함으로써 친일반민족행위자 1005인 명단을 확정하였다. 그러나 이전의 보도 내용과 마찬가지로 김성수 <동아일보> 창업주와 방응모 前 <조선일보> 사장이 발표 명단에 포함되었는데, 2009년 11월 27일 연합뉴스의 보도에 따르면 이에 대해 조선일보와 동아일보 측은 유감을 표하며 반민규명위에 대해 법적인 대응을 하겠다고 밝혔다. 조선일보 측은 이날 `우리의 입장'을 통해 "수십 년 식민지 치하 전쟁기간에 일어난 행위에 대한 입체적 고찰 없이 이미 정해진 잣대에 따라 명단확정을 강행한 진상규명위원회의 폭거를 받아들일 수 없다"고 밝히고 "반민족행위 문제는 역사적으로 정리된 사안이며 나머지는 학계 연구자들이 보완하고 국민과 역사의 평가에 맡겨야 할 사안"이라며 '진상규명위에 대한 법률적 대응도 강구하겠다'고 덧붙였다.
또한 동아일보와 고려대 설립자인 김성수 선생의 유지를 기려온 인촌기념회도 성명을 통해 "김성수 선생을 `친일반민족행위자'에 포함시킨 것은 비이성적이고 반역사적 행위"라며 "위원회가 진실을 애써 외면하고 역사의 한 단면을 잘못 해석한 것"이라고 주장했다. 인촌기념회는 "친일 행위의 근거로 내세운 김성수 선생 명의의 매일신보, 경성일보의 글은 대필자의 작문이었다"며 "인촌 선생은 민족지도자였지 결코 친일반민족 행위를 한 적이 없다"고 강조했다. 그리하여 인촌기념회 역시 진상규명위를 상대로 `결정취소 청구소송' 등 법적 대응에 나설 방침이라고 밝혔다.

### 중추원 참의 친일행위 제기
2010년 10월 31일 일제 강점기에 조선총독부 중추원 참의로 활동한 것을 친일반민족행위로 규정한 ‘일제강점하 반민족행위 진상규명에 관한 특별법’ 조항은 합헌이라는 대한민국 헌법재판소의 결정이 나왔다. 헌법재판소는 조선총독부 중추원 참의로 활동한 경력이 문제가 되어 친일반민족행위 진상규명위원회로부터 친일반민족행위 결정을 받은 조진태의 증손자가 낸 해당 법조항에 대한 위헌법률 심판청구에서 재판관 8(합헌) 대 1(위헌) 의견으로 다음과 같이 합헌결정을 내렸다.
| “ | “조선총독부 중추원은 일제의 식민지 정책을 정당화, 합리화하는 기능을수행해 왔다고 평가된다” “친일 반민족행위의 진상을 규명해 역사의 진실과 민족의 정통성을 확인하고 사회정의를 구현한다는 목적을 달성하기 위해 해당 법조항은 적절한 수단이다” | ” |

### 음악가 홍난파 선생에 대한 친일의혹 제기
2010년 11월 4일 친일 의혹을 받고 있는 작곡가 홍난파(1898~1941) 유족이 “친일인명사전에 홍난파 이름을 등재하지 말라”며 진행 중이던 행정소송을 선고 하루 전 취하한 것으로 확인됐다. 유족 측이 소송을 취하함에 따라 친일반민족행위진상규명위원회가 발간하는 <친일조사보고서>에 그의 이름이 올라갈 가능성이 높아졌다. 홍난파의 딸은 이에 반발해 행정소송을 제기했고, 본안 소송에 앞서 재판부에 효력정지신청을 냈었다.

### 김동인 친일행위 인정
친일반민족행위진상규명위원회는 2009년 11월 27일 “김동인의 소설과 글 등을 통해 일본이 일으킨 전쟁의 정당성을 주장하고 전쟁 참여를 독려하는 등 ‘일제강점하 반민족행위 진상규명에 관한 특별법’에 규정한 친일반민족행위를 했다”고 결정했다. 그러나 그의 아들은 소설의 한 부분만 떼어놓고 친일행위라고 단정하는 것은 부당하다”고 주장했다. 또 “당시 행위에는 적극성이 결여돼 있었다”고 주장하며, 소송을 했었다. 2010년 11월 26일 재판부는 다음과 같이 친일 행위를 인정했다.
| “ | 김동인은 1944년 1월 16일부터 1월 28일까지 매일신보에 ‘반도민중의 황민화-징병제 실시 수감’을 10회 연재했고, 20일 ‘일장기 물결-학병 보내는 세기의 감격’이라는 글을 발표했는데 징용을 직접적이고 자극적으로 선전 또는 선동했다. “당시 매일신보는 유일한 우리글 일간지로, 게재 횟수가 11회에 이르는 점 등을 비춰보면 김씨가 전국적 차원에서 징용을 주도적으로 선전 또는 선동한 것으로 보인다. “소설 <백마강>은 일본이 조선과 일본의 내선일체를 주제로 기획한 시국소설인데 김씨가 ‘작자의 말’ 등을 통해 우리나라와 일본이 역사적으로도 한 나라나 다름없었다는 것을 그리려 한 것으로 보인다” | ” |

## 소관 법률
- 일제강점하 반민족행위 진상규명에 관한 특별법
- 일제강점하 강제동원피해 진상규명 등에 관한 특별법

## 같이 보기
- 반민족행위특별조사위원회
- 친일반민족행위자 재산의 국가귀속에 관한 특별법
- 일제강점하 반민족행위 진상규명에 관한 특별법
- 대한민국 정부 발표 친일반민족행위자 명단
- 친일반민족행위 106인 명단
- 친일반민족행위 195인 명단
- 친일반민족행위 705인 명단
- 대한민국 정부 발표 친일반민족행위자 명단 - 정치
- 대한민국 정부 발표 친일반민족행위자 명단 - 통치 기구
- 대한민국 정부 발표 친일반민족행위자 명단 - 경제·사회
- 대한민국 정부 발표 친일반민족행위자 명단 - 문화
- 대한민국 정부 발표 친일반민족행위자 명단 - 해외
- 친일반민족행위진상규명 보고서